# Монтеротаро (Фођа)
Монтеротаро (итал. Monterotaro) је насеље у Италији у округу Фођа, региону Апулија.
Према процени из 2011. у насељу је живело 26 становника. Насеље се налази на надморској висини од 498 м.